# Kościół św. Wawrzyńca w Niepruszewie
Kościół pw. św. Wawrzyńca w Niepruszewie – późnogotycki kościół we wsi Niepruszewo w gminie Buk, powiecie poznańskim (województwo wielkopolskie).

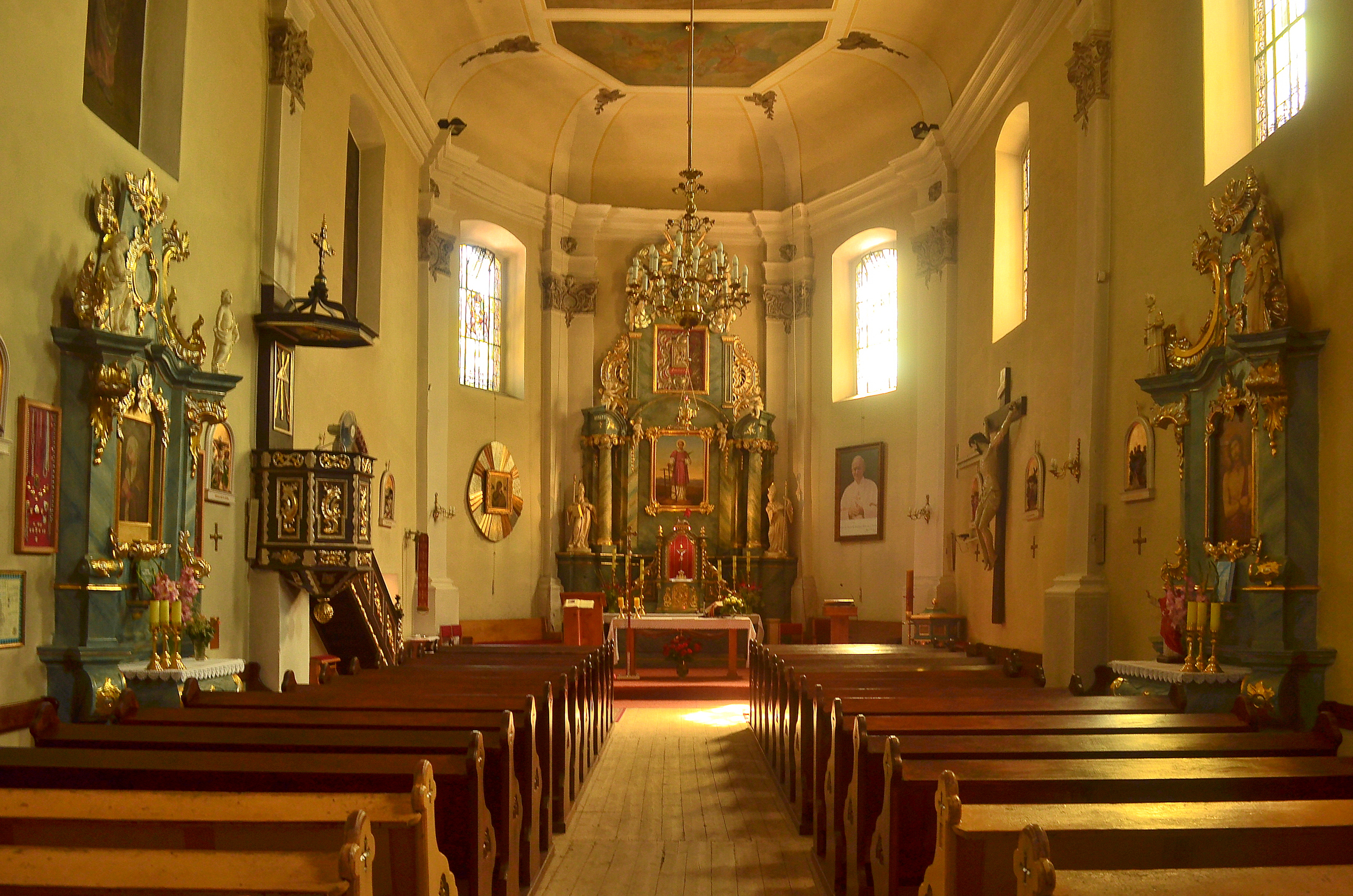
Wnętrze

Wcześniejszy kościół w Niepruszewie był drewniany. Istniejący ceglany kościół został zbudowany w 1580 r. z fundacji wojewody łęczyckiego i poznańskiego Łukasza III Górki. Jednonawowe wnętrze kościoła, przebudowane w latach 1725 (z inicjatywy Aleksandra Bilińskiego, ówczesnego chorążego poznańskiego i dziedzica Niepruszewa) i 1781 (sumptem Józefa Krzyckiego), kryte jest płaskim stropem. Kościół został w 1836 roku rozbudowany o neogotycką kaplicę grobową św. Anny z ołtarzem w stylu późnego klasycyzmu, ufundowaną przez rodzinę Sierakowskich. Wkomponowano w nią renesansową kratę żelazną pochodzącą przypuszczalnie z poł. XVII wieku. Na zewnętrznych przyporach pozostawiono gotyckie wnęki.
Ściany podzielone są pilastrami o rokokowych kapitelach. Wyposażenie wnętrza stanowią trzy ołtarze rokokowe i ambona, pochodzące z 2. poł. XVIII wieku. Boczne ściany są ozdobione przez duży krucyfiks z XVII wieku (prawa) i wnękę w kształcie gotyckiego ostrołuku (lewa). Polichromię wykonali w 1949 r. Alfons Chojnacki i Teodor Szukała.
W mury kościoła wmurowano kamienne epitafium ks. Stanisława Radomskiego (1886–1940), który został zesłany i zamordowany w obozie koncentracyjnym w Mauthausen.
W roku 2007 kościół przeszedł kapitalny remont dachu. Położono nową dachówkę oraz odrestaurowano i zakonserwowano więźbę dachową. W maju 2009 roku z inicjatywy Ks. Proboszcza Romana Janeckiego rozpoczęła się kapitalna renowacja ołtarza głównego św. Wawrzyńca. Odnowiony ołtarz został uroczyście poświęcony podczas sumy odpustowej w uroczystość św. Wawrzyńca 10 sierpnia 2009 r. przez Abpa metropolitę Poznańskiego Stanisława Gądeckiego. W maju 2009 r. rozpoczął się także remont kapitalny szczytu kościoła, który również został zakończony trzy miesiące później.
Kościół jest otoczony przez cmentarz z wpisaną do rejestru zabytków bramą-dzwonnicą z 1782 roku. Pośród starodrzewu znajduje się m.in. nagrobek rodziny Żerońskich, zmarłych w 1823.